# 충격보병
충격보병(독일어: Sturmtruppen 슈투름트루펜[*], 영어: stormtrooper 스톰트루퍼[*])은 제1차 세계대전 당시 독일 육군의 특수병종이다. 1차 세계대전 말기 독일군은 적의 참호를 공격하기 위한 새로운 전술인 침투전술을 개발했고 이 용도로 훈련받은 병사들이 충격보병이다. 독일 제국은 대규모 군사 작전을 통해 전쟁에서 승리할 것이라는 확신을 가지고 전쟁에 참전했으며, 개인의 전투는 덜 중요시되었다. 그 결과 독일 총참모부의 장교들은 전투 수행보다는 기동전과 철도의 합리적인 이용에 관심을 가졌고, 이는 러시아, 루마니아, 세르비아, 이탈리아에서는 직접적인 기여를 했으나 서부 전선에서는 실패했다. 따라서 서부전선의 독일 장교들은 참호전을 타개하기 위한 필요성을 느꼈다.
위 사건들을 분석해보면, 문제의 해결책을 찾기위한 2가지 개념의 시도가 드러난다. 첫 번째는 에리히 폰 팔켄하인의 주장으로, 적군을 단순히 죽이는 전술적 행동만으로도 전략적 목표를 달성할 수 있다는 것이다. 두 번째는 무수한 '제한된 목표 공격'의 경험과 참호로의 진격에서 나온 생각으로, 전투가 전술적인 것보다 작전적 고려가 뒤떨어지는 어려운 일이 되었다는 것이다. 이 논지의 마지막 주창자는 베르됭 전투에서 독일의 패배 후 독일 제국군의 실질적인 지휘관이 된 에리히 루덴도르프로, 기동전 재개를 위한 해결책으로 공격 대대의 개발에 결정적인 지원을 아끼지 않았다.
해 부대의 창설은 독일군이 참호전의 교착 상태를 타개하기 위한 최초의, 가장 혁신적인 시도였다. 자율적인 의사결정 능력을 갖춘 부사관들이 지휘하는 잘 훈련된 군인들을 이용하여 무인지대를 극복하고 사전에 정한 지점에서 적진을 돌파하여 이후 제대가 고립되고 혼란에 빠진 적들을 청산하고 전선에 틈을 열어 기동전을 재개하여 독일이 전투에서 승리할 수 있도록 하는 시도가 이루어졌다.

## 역사

### 제 1차 세계 대전 이전
후장식 장전의 도입 이후로, 근접 보병의 종말이 다가왔다는 인식이 커졌다. 19세기 초까지 군대는 제 2차 이탈리아 독립전쟁(1859)에서 프랑스군이 한 것처럼 분산된 대형으로 범위 내로 이동하고 마지막만 돌격함으로써 문제를 회피하려고 했다. 오스트리아-프로이센 전쟁(1866), 또는 프랑스-프로이센 전쟁(1870~1871)에서 독일군이 프랑스에 맞서 싸웠다.
기관총의 출현과 유압식 반동 장치 포의 채택은 근접 보병 전술에 차질을 빚게 했다. 제 2차 보어 전쟁(1899~1902)에서 영국군에 대항한 보어인이 보여준 '보어 전술'에 대한 열정을 불태웠다.

### 제 1차 세계 대전 공격 전술
전쟁 초기 참호에 대한 공격은 전선을 따라 긴 포격을 가하여 적을 분쇄한 후, 보병이 밀집된 곳으로 돌진하여 수비 병력을 압도하는 방식으로 이루어졌다. 하지만 이 과정은 실패하거나 짧은 거리에서만 얻을 수 있었고 막대한 사상자가 발생하였으며 참호전의 양상이 이루어졌다.

#### 전술 개발
1915년 봄에 결성된 독일군 최초의 실험적 공격 부대로 칼소 소령이 설립하고 이후 윌리 로어가 지휘하고 개선했다. 이러한 방법은 본래 프로이센이 개발한 전쟁 전술을 더욱 발전시켜 독일 침투 전술의 기초를 형성했다. 해당 부대는 Stoßtruppen ("폭풍 부대")로 불렸다.
연합국 버전의 전술은 프랑스 육군 대위 앙드레 라파르크에 의해 최초로 제안되었다. 1915년 라파르크는 전투에서 얻은 경험을 바탕으로 '참호전에서의 공격'이라는 문서를 출간했다. 첫 번째 공격은 전선의 취약 지점을 식별하고, 그 이후 부대가 그곳을 공격한다는 내용이다. 프랑스는 정보를 제공하기 위해 라파르크의 문서를 출판했으나 실행하지는 않았다. 대영 제국은 번역하지 않았고, 라파르크의 제안이 비공식적으로 채택되었음에도 불구하고 대영제국군은 계속해서 화력을 강조했다. 미국 보병 저널에서는 1916년에 번역본을 출간했다.
독일군은 1916년에 라파르크의 사본을 캡처해 번역하여 부대에 발행했으나, 이 시점에서 그들은 두 달 전에 정교한 침투 전술을 이미 가지고 있었다. 독일과 프랑스의 차이점은 라파르크는 보병 웨이브를 강조했다는 것이다.
군인들은 사격을 기동을 용이하게 하는 수단으로 삼고 훈련을 받았다. 움직임은 사격 요구가 될 것이다. 맥마흔은 공격에 결합된 무기, 특히 분산된 화력 통제 및 전술 지휘 체계를 사용하는 경기관총 사용을 지지했다. 1909년 제안된 이 방법들은 6년 후 독일군이 사용한 충격보병과 강한 유사성을 보였다.
1917년 2월, 영국 육군은 매뉴얼 SS 143을 발표했다. 영국은 1916년처럼 소대를 기본 전술 부대로 만들었다. 소대는 루이스 경기관총, 총류탄, 수류탄, 소총 등 4개의 구역으로 구성되어 있었다. 새로운 조직은 소대가 솜 전투가 시작된 이래로 충분한 수량으로 보급된 참호 전투 장비를 최대한 활용할 수 있도록 했다. 또한 정교한 포병 섬광 탐지와 음역 측정으로 지원을 받았다. 대신 독일군은 더 정확한 측정 장치를 갖춘 청각적 방법에 의존했다.

## 독일의 충격보병

### 칼소(Calsow) 돌격대
충격보병이라는 개념은 1915년 3월 전쟁부가 제 8군에 Sturmabteilung Calsow를 창설하도록 지시했을 때 처음 등장했다. 본부, 두 개의 공병 중대 및 37mm 포 포대로 구성되었고, 공격 시 보호 수단으로 무거운 방패와 방탄복을 사용했다.
그러나 이들은 역할을 수행하지는 못했다. 대신 연합군의 대규모 공격 중 긴급 지원군으로 프랑스 전선에 파견되었다. 6월까지 부대는 이미 병력의 절반을 잃었고, 칼소 소령은 부대가 의도된 대로 사용되지 않은 것이 자신의 잘못이 아니라는 항의에 안도했다.

### 로어 돌격대대
1915년 9월 8일부터 돌격대의 새로운 사령관은 이전 근위소총대대 사령관이었던 윌리 로어 대위였다. 돌격대에는 기관총 소대와 화염방사기 소대가 보강되었다. 기존 보병 지원포는 전장을 가로질러 이동하기 어려웠기 때문에 노획한 러시아 76.2mm 요새포를 기반으로 새로운 모델이 개발되어 돌격대에 지급되었다.
로어 대위는 돌격대에 방탄복과 방패를 추가해보았으나 빠른 속도가 더 나은 보호라는 것을 깨달았다. 결국 보강된 방어구는 강철 투구의 새로운 모델인 스탈헬름뿐이었다. 이후 독일 부대의 표준이 되어 2차 세계 대전 동안사용되었다.
로어 대위가 전선에서 이전 경험을 바탕으로 개발한 새로운 전술은 분대 규모의 돌격부대의 사용을 기반으로 했으며, 다수의 중지원 무기와 야포의 지원을 받았다. 가능한 한 낮은 수준에서 협력하고 수류탄으로 무장한 병력을 사용하여 적의 참호를 걷어 올리는 것에 기반을 두고 있었다. 이러한 전술은 1915년 10월에 보주 산맥에 있는 프랑스군 진지를 성공적으로 공격하면서 처음으로 테스트되었다.
1915년 12월, 돌격대는 새로운 돌격 전술에 대해 다른 독일 부대의 병사들을 훈련시키기 싲가했다. 이 무렵 돌격대의 장비 또한 더 가벼운 신발, 유니폼의 가죽 패치 강화 등이 이루어졌다. 수류탄 운반용 특수 가방은 오래된 벨트와 탄약 주머니를 대체했고, 표준 게베어 98 소총은 이전에 기병이 사용했던 가벼운 카라비너 98a로 교체되었다. 권총 또한 9mm 랑게08 권총이 32라운드 드럼 매거진과 함께 사용되기도 했다. 총검 또한 세이텐게 98 총검이 더 짧게 대체되었고, 참호 칼, 곤봉 및 기타 근접 무기로 보완되었다. 돌격대는 다른 부대를 계속 훈련시키면서 제한된 목표를 가지고 많은 작은 참호 습격과 공격에도 참여했다.
새로운 돌격대가 이끄는 첫 주요 공세는 1916년 2월 베르됭에서 있었던 최초 공격이었다. 이들은 첫 번째 웨이브에 있었고, 일부 부대를 프랑스 참호로 이끌고 포격이 끝난 후 몇 초 후에 공격했다. 독일군은 2월 21일 포격을 시작하고 25일 난공불락의 요새라 불리던 두오몽 요새를 점령하였다.
1916년 4월 1일, 돌격 부대는 로어 돌격대대로 재지정되었다. 이 무렵 2개에서 4개로 수가 늘었다. 동시에 몇몇 경보병 대대는 새로운 돌격대대로 재훈련되기도 하였다.

### 후티어와 독일군 마지막 공세
당시 8군을 지휘하던 오스카 폰 후티어 장군은 이러한 전술의 옹호자가 되었고, 이는 후티어 전술로 추후 알려지게 된다.
후티어는 이전 공격과 새로운 공격을 결합하는 새로운 접근 방식을 제안했다.
1. 수많은 독가스와 많은 포탄을 혼합해 사용하는 짧은 포격으로 적의 최전선을 무력화시키고 파괴하진
않는 짧은 포격이다.
2. 포병의 포격 하 분산된 명령으로 앞으로 나아간다. 가능하면 전투를 피하고, 이전에 확인된 취약점에서
연합군 방어선에 침투, 적 본부와 포병 거점을 파괴하거나 점령했다.
3. 경기관총, 박격포, 화염방사기를 갖춘 보병 대대는 돌격대가 놓친 연합군의 거점을 상대로 좁은 전선에
서 공격한다. 돌파구를 가속화하기 위해 박격포와 야포가 발사되기도 한다.
4. 마지막에서 정규 보병은 남은 연합군 잔당을 소탕한다.
새로운 방법은 모든 엄폐물을 사용하여 소그룹으로 돌진 및 전진하면서 같은 부대의 다른 그룹에 대한 제압 사격을 가하는 방식이었다. 전술적 기습을 달성하기 위한 새 전술은 적 전선의 가장 약한 부분을 공격하고, 강점을 우회화며, 원거리에서 통제할 수 있는 거대하고 상세한 작전 계획을 세우려는 헛된 시도를 포기하는 것이었다. 대신 초급 장교들이 현장에서 주도권을 행사할 수 있었다. 적의 강점은 제 2제대에게 맡긴다.

### 1918년의 충격보병
러시아의 철수와 함께 독일은 서부 전선을 강화하기 위해 동부 전선에서 병력을 이동시켰다. 이들은 충격보병으로 재훈련을 받았다.
1918년 3월 21일, 독일군은 미카엘 작전(춘계 공세)을 시작했다. 4차례에 걸친 독일군의 공세가 이어졌고, 4년 만에 참호전 교착 상태가 깨졌다. 하지만 독일의 진격은 결정적인 결과를 얻는 데 필요한 돌파구를 만들기에 실패했고, 그해 7월 연합군은 백일 공세를 시작했다.

#### 공격 실패 이유
많은 사상자 이외에도 돌격대가 실패한 이유는 다른 이유가 있다.
1. 초기 공격은 가장 강력하게 방어되고 있는 영국군 전선에 대한 것이었다.[16]
2. 선두 부대는 안도하지도, 활동을 중단하지도 못하고 지쳤다.[1]
3. 지형에는 많은 강, 마을, 숲 및 운하가 포함되어 있어 전진 속도가 느려졌다.[1]
4. 스페인 독감 유행[17]

### 제3 및 제 46 돌격중대
3개 보병 대대, 독일 제 703보병대대, 일부 기관총, 기병, 포병 부대, 제 3돌격중대, 제 46돌격중대가 시나이와 팔레스타인 전역에서 이집트 원정군(EEF)에 대한 반격을 했다. 1차 암만 전투에서 1918년 3월 말 암만에 대한 1차 트란스요르단 공격중 원정군을 몰아내는 데 성공했다.

### 제23돌격분견대
돌격부대는 제병협동돌격분대로 편성됐다. 제 23보병사단 돌격분견대는 보병 1개 중대, 공병 소대 1개, 경기관총 팀 7개로 구성됐다. 돌격대 장교들은 사단 참모가 사단 내에서 선발했다. 돌격 부대는 독일식 충격보병전술을 4주간 훈련받았고, 이 과정에서 사단은 장교 한 명과 부사관 5명을 추가로 파견했다. 결국 돌격분견대는 돌격대대로 확대되어 제 23보병사단에 추가적인 전투능력을 부여했다.

### 제24돌격중대
제3대대 제 145보병연대(24보병사단)와 제 8기병연대, 제 9기병연대(3기병사단)로 구성된 제 24돌격중대(24보병사단)는 1918년 4월 말 살트에서 이집트 원정군을 몰아냈다.(2차 트란스요르단 공세)

### 제46돌격중대
살트 공격 중에 암만에 예비군으로 남아있었다.

### 바이마르 공화국에 미친 영향
로버트 조지 리슨 웨이트의 나치즘의 선봉대(Vanguard of Nazism)와 클라우스 테웰라이트의 Male Fantasies에 따르면, 충격보병으로서 경험의 심리적, 사회적 측면 중 일부는 바이마르 공화국 기간 동안 모든 정당의 준 군사 조직에 영향을 미쳤다. 제 1차 세계대전의 참전용사로서, 장교와 사병 사이의 공식적인 장벽은 대부분 무너지고 맹렬한 충성심으로 대체되었다. 참호전 특유의 암울한 여건이 잔혹한 과정을 만들기도 했다. 그러한 집단에는 전선병사동맹 철모단(Der Stahlhelm), 독일 공산당의 준군사 조직인 적색전선전사동맹(RFB), 그리고 나치당이 자체 준군사 조직을 위해 징발한 돌격대(Sturmabteilung)이 포함되었다.

## 같이 보기
- 독일제국
- 제 1차 세계대전
- 서부 전선 (제1차 세계 대전)
- 베르됭 전투
- 춘계 공세
- 참호전
- 시나이-팔레스타인 전역

## 참고문헌
- Horne, Alistair (2020년 12월 21일). 조행복. 《베르됭 전투》. 교양인.
- Hart, Peter (2014년 3월 28일). 《더 그레이트 워 제 1차 세계대전사》. 관악출판사.
- Erickson, Edward J. (2007). Gooch, John; Holden eid, Brian (eds.). Ottoman Army Effectiveness in World War I: A Comparative Study. Cass: Military History and Policy. Abingdon: Routledge.